# Comarca de Bambuí

A Comarca de Bambuí, é uma Comarca Intermunicipal, com sede no Fórum Amaziles Silva. Compreende os municípios de Bambuí, Medeiros, São Roque de Minas (como zona eleitoral 021 pelo TRE-MG) e Tapiraí, sendo uma das divisões administrativas jurisdicionais de 1ª entrância do TJMG- Tribunal de Justiça do Estado de Minas Gerais e do TRE/MG - Tribunal Regional Eleitoral do Estado de Minas Gerais e pertencente ao Grupo Jurisdicional do Município de Formiga.
É uma das Divisões Territoriais Jurisdicionais de Minas Gerais, sendo que o Estado de Minas Gerais, por várias vezes efetuou reorganização nas Divisões Jurisdicionais, por meio de Leis Orgânicas.
O Código da Comarca de Bambuí no TJMG - Tribunal de Justiça de Minas Gerais é o 0051, tendo como município sede da Comarca a cidade de Bambuí, fundada em 2 de Abril de 1892.

## Atuação
A Comarca de Bambuí possui atuação como vara única, o que engloba as varas: Varas de Infância e Juventude, Varas da Fazenda Pública, Varas Cíveis, Varas de Família, Varas Criminais, Juizado Especial Criminal, Juízes de Direito Auxiliares e Juizado Especial Cível.

## Demais Entidades Públicas
Além do Poder Judiciário, atuam na Comarca de Bambuí, órgãos de outros poderes, como:
- Defensoria Pública do Estado de Minas Gerais;
- Ministério Público de Minas Gerais;
- Policia Civil do Estado de Minas Gerais;
- Administração Fazendária da Secretaria da Fazenda do Estado de Minas Gerais.